# Adolphe Quetelet
Lambert Adolphe Jacques Quetelet (Gent, 1796. február 22. – Brüsszel, 1874. február 17.) belga csillagász, matematikus, statisztikus és szociológus. Nevéhez kötődik a brüsszeli obszervatórium megalapítása és igazgatása, és alapvető szerepet töltött be a statisztikai módszerek társadalomtudományokbeli használatának elterjedésében.

## Életrajz
Adolphe Quetelet Gentben született, amely az akkori Franciaországhoz tartozott. Édesapja a francia François-Augustin-Jacques-Henri Quetelet, édesanyja a flamand Anne Françoise Vandervelde volt. Édesapja Hamben (Pikárdia) született, és vállalkozókedvét mutatja, hogy átkelve a csatornán megszerezte a brit állampolgárságot és titkári állást töltött be egy skót nemesembernél. Ebben a minőségében gyakran utazott munkaadójával a kontinensre, főként Olaszországba. 31 éves kora körül Gentben telepedett meg, és a város alkalmazásába állt. Itt született meg Adolphe is, a család kilenc gyermekéből ötödikként, akik közül többen gyermekkorukban elhaláloztak.
Amikor Adolphe hétéves volt, édesapja elhunyt. Adolphe a genti líceumban tanult, szintén itt kezdett matematikát tanítani 1815-ben, 19 éves korában. 1819-től átment a brüsszeli Atheneumba, és még az évben befejezte disszertációját (De quibusdam locis geometricis, necnon de curva focal – „A fókusztávolság és más görbék néhány új tulajdonsága” címmel).
Doktori fokozatot szerzett matematikában 1819-ben a Genti Egyetemen. Nem sokkal ezután Adolphe kitűzte maga elé, hogy meggyőzi a kormány hivatalnokait és a magán adományozókat egy csillagászati obszervatórium megépítéséről Brüsszelben; amelyet sikerrel véghez vitt 1828-ban. A Királyi Akadémia tagjává lépett elő 1820-ban. Előadásokat tartott a tudományos múzeumban és a belga hadiskolában. 1850-ben a Svéd Királyi Tudományos Akadémia külső tagjának választották.
Nevéhez kötődik emellett számos statisztikai folyóirat és társaság megalapítása, továbbá kiemelkedő érdeklődést mutatott statisztikusok közötti nemzetközi együttműködések létrehozásában.
1855-ben sztrókot kapott, amely csökkentette, de nem szüntette meg tudományos tevékenységét. Öt nappal 78. születésnapja előtt, 1874. február 17-én hunyt el Brüsszelben. A helyi temetőben nyugszik.

## Munkássága
Quetelet tudományos kutatásai számos diszciplínát öleltek körül, úgy mint meteorológia, csillagászat, matematika, statisztika, demográfia, szociológia, kriminológia és tudománytörténet. A tudományos fejlődéshez Quételet jelentős mértékben járult hozzá, de emellett szintén ismert volt a szélesebb közönségnek írt számos monográfiájáról. Megalapította a Belga Nemzeti Obszervatóriumot, számos nemzeti és nemzetközi statisztikai társaságot és tudományos folyóiratot, a Nemzetközi Statisztikai Kongresszusban elnökölt. Quételet liberális és antiklerikális volt, de nem ateista, materialista, vagy szocialista.

### Társadalmi fizika
A valószínűségszámítás és a statisztika új tudományait ez időben főként a csillagászatban használták, a mérési hiba kezelésére a legkisebb négyzetek módszerével. Quetelet volt az egyik első, aki a fentieket a társadalomtudományokban kívánta használni, amelyet társadalmi fizikának (social physics) nevezett. Quetelet határozottan tudatában volt a társadalmi jelenségek összetettségének, és a számos változónak, amelyek mérésére szükség volt. Ezen társadalmi jelenségek mögött meghúzódó statisztikai törvények megértése volt Quetelet célja, mint például a bűnözési ráták, házasságkötési arányszámok, vagy öngyilkossági ráták. E változók értékeit egyéb társadalmi faktorokkal kívánta magyarázni. Quételet ezen ötletei meglehetősen ellentmondásosnak számítottak az időben a tudósok körében, akik úgy vélték, hogy ezek ellentmondanak a választás szabadsága elvének.
Quetelet legnagyobb hatású könyve a Sur l'homme et le développement de ses facultés, ou Essai de physique sociale volt, amelyet 1835-ben publikáltak. Ebben a társadalmi fizika programját körvonalazta, valamint leírta „átlagos ember” elméletét, amelyet a normál eloszlást követő mért változók átlagos értékeivel jellemzett.
Amikor Auguste Comte észrevette, hogy Quetelet mintegy eltulajdonította a „társadalmi fizika” kifejezést, amelyet először Comte használt, úgy vélte, hogy feltétlenül szükség van egy új fogalom bevezetésére, amely a „szociológia” lett. Minderre azért volt szükség, mert Comte nem értett egyet Quetelet statisztika használatával és adatgyűjtésével.

### Kriminológia
Quetelet a kriminológia meghatározó alakja volt. Andre-Michel Guerry mellett Quetelet részt vett a kriminológia térképészeti és pozitivista irányzatának létrehozásában, amely a statisztikai technikák extenzív használatára alapult. Statisztikai elemzés segítségével Quetelet betekintést nyert a bűnözés és egyéb társadalmi tényezők közötti kapcsolatba. Eredményei között szerepel a kor, valamint a nem és a bűnözés közötti erős kapcsolat feltárása. További eredményeket ért el az éghajlat, szegénység, oktatás, alkoholfogyasztás vizsgálatában, amelyeket az Of the Development of the Propensity to Crime című művében publikált.

### Antropometria
Quetelet 1835-ben adta elő elméletét az átlagos emberről. Az átlagos ember tulajdonságaira vonatkozó változók értékeit a normális eloszlás alapján csoportosította. Ez a normális eltérés segített bizonyítani, hogy a népesség elegendő változatosságot produkál a mesterséges vagy természetes szelekció működéséhez.
Quetelet létrehozott egy egyszerű mutatót az emberek súly alapján történő csoportosítására, amely azon alapult, hogy az emberek valós súlyát a magasságukhoz tartozó ideális súlyukhoz hasonlították. A Quetelet létrehozta testtömegindexet (szintén ismert Quetelet-index néven), ezt napjainkban is használják, csekély változtatások eszközlése után.
Az antropometrikus adatokat napjainkban is használják és minden fogyasztó-alapú termék fejlesztésének alapját jelentik.

## Publikációi
- 1823. Relation d'un voyage fait à la grotte de Han au mois d'août 1822'.
- 1827. Recherches sur la population, les naissances, les décès, les prisons, les dépôts de mendicité, etc., dans le royaume des Pays-Bas.
- 1829. Recherches statistiques sur le royaume des Pays-Bas.
- 1831. The Propensity to Crime.
- 1834. Astronomie élémentaire.
- 1835. Sur l'homme et le développement de ses facultés, ou Essai de physique sociale. 2 kötet.
- 1838. De l'influence des saisons sur la mortalité aux différens âges dans la Belgique.
- 1839. Catalogue des principales apparitions d'étoiles filantes.
- 1842. A Treatise on Man and the Development of His Faculties.
- 1843. Sur l'emploi de la boussole dans les mines.
- 1845–1851. Sur le climat de la Belgique. 2 volumes.
- 1848. Du système social et des lois qui le régissent.
- 1848. Sur la statistique morale et les principes qui doivent en former la base.
- 1850. Mémoire sur les lois des naissances et de la mortalité à Bruxelles.
- 1853. Mémoire sur les variations périodiques et non périodiques de la température, d'après les observations faites, pendant vingt ans, à l'observatoire royal de Bruxelles.
- 1864. Histoire des sciences mathématiques et physiques chez les Belges.
- 1867. Météorologie de la Belgique comparée à celle du globe.
- 1867. Sciences mathématiques et physiques au commencement du XIXe siècle.
- 1869. Sur la physique du globe en Belgique.
- 1870. Anthropométrie, ou Mesure des différentes facultés de l'homme.